# Gambela
Ne pas confondre avec la ville Gambela
La Région des peuples Gambela (Amharique : ጋምቤላ ሕዝቦች ክልል) est, depuis 1995, une des neuf régions de l'Éthiopie. Situé à l'extrême ouest du pays, elle a une superficie de 29 782 km2. Son chef-lieu est la ville de Gambela. Une dixième région (Sidama) a été créée le 18 juin 2020.
Le nom Gambela provient de l'appellation traditionnelle des Anuak.
Selon l'Ethiopian Coffee and Tea Authority, la région a produit 3 734 tonnes de café durant la saison 2004-2005, ce qui représente 1,64 % de la production du pays.

## Démographie
La Central Statistical Agency of Ethiopia (Agence de la Statistique d'Éthiopie) estimait sa population à 247 000 hab. en 2005, dont 19 % d'urbains.

### Groupes ethniques
En 2007, les principaux groupes ethniques étaient les Nuer (46,7 %) et les Anuak (21,1 %).
| Groupe ethnique | 1994   | 2007   |
| --------------- | ------ | ------ |
| Nuer            | 39,7 % | 46,7 % |
| Anuak           | 27,5 % | 21,1 % |
| Amharas         | 7,7 %  | 8,4 %  |
| Kaffas          | 4,2 %  | 5,0 %  |
| Oromos          | 6,5 %  | 4,8 %  |
| Mezhenger       | 5,8 %  | 4,0 %  |
| Autres          | 8,6 %  | 10,0 % |

### Religions
| Religion                     | 1994   | 2007   |
| ---------------------------- | ------ | ------ |
| Protestantisme               | 44,0 % | 70,1 % |
| Église éthiopienne orthodoxe | 24,1 % | 16,8 % |
| Islam                        | 5,2 %  | 4,9 %  |
| Religions traditionnelles    | 10,3 % | 3,8 %  |
| Catholicisme                 | 3,2 %  | 3,4 %  |

### Langues
Les langues les plus parlées sont le nuer (48 %) et l'anyua (22 %).

## Subdivisions
Depuis le recensement de 2007, la région de Gambela est divisée en trois zones :
- la zone Anuak (composée des woredas Abobo, Dimma, Gambela, Gambela Zuria, Gog et Jor),
- la zone Mezhenger (composée des woredas Godere et Mengesh),
- la zone Nuer (composée des woredas Akobo, Jikawo, Lare,  Makuey et Wantawo),

et un woreda spécial, Itang, directement rattaché à la région.